# 110e brigade mécanisée
Pour les articles homonymes, voir 110e brigade.
La 110e brigade mécanisée, de son nom complet la 110e brigade mécanisée séparée nommée d'après le général Marko Bezroutchko (en ukrainien : 110-та окрема механізована бригада імені генерал-хорунжого Марка Безручка, abrégé en 110 ОМБр ; numéro d'unité militaire А4007), est une grande unité d'infanterie mécanisée de l'Armée de terre ukrainienne. Créée en 2022, elle ne fait pas partie d'un des quatre commandements territoriaux, elle dépend directement de l'état-major général ukrainien. La brigade s'illustre notamment durant la bataille d'Avdiïvka pendant laquelle elle fait face à l'armée russe en première ligne pendant deux ans.
L'unité ne doit pas être confondue avec la 110e brigade de défense territoriale, levée dans l'oblast de Zaporijjia.

## Historique
La brigade reprend le numéro 110 d'une ancienne unité soviétique, le 110e centre de formation de la Garde, créé en 1987 à partir de la 66e division de fusiliers motorisés de la Garde, issue de la 66e division de fusiliers de la Garde de la Seconde Guerre mondiale. Pendant la guerre froide, la division est limitée à ses cadres, n'alignant en 1985 que 2 400 hommes, 220 T-54/55, 132 BMP-1, 241 BTR-60, 36 obusiers de 122 mm D-30, 18 de 122 mm M-30 et 18 de 152 mm D-1 (ru) (un cinquième des effectifs, avec des chars, véhicules et canons périmés). Devenue ukrainienne en 1992 car localisée dans le district des Carpates, l'unité sert à la formation de la 66e division mécanisée (l'actuelle 22e brigade mécanisée, dissoute en 2003, recréée en février 2023).
Marko Danylovych Bezroutchko est un symbole de l'indépendance ukrainienne vis-à-vis de la Russie : natif de Tokmak près de Zaporijjia, il a été un des principaux chefs de l'Armée populaire ukrainienne (sous les ordres de Petlioura), combattant contre l'Armée rouge durant la guerre d'indépendance ukrainienne (1918-1919) puis la guerre soviéto-polonaise (1920, aux côtés de l'Armée polonaise).

### Invasion russe de l'Ukraine
La brigade est créée par l'ordre du 8 mars 2022, en réaction à l'invasion russe de l'Ukraine, en tant qu'unité de réserve et principalement équipée de véhicules donnés par la République tchèque, tels que l'obusier automoteur ShKH-77 et le lance-roquettes multiples RM-70. Fin mars 2022, l'unité est déployée à Avdiïvka.

#### Bataille d'Avdiivka (mars 2022 - février 2024)
Engagée dans la bataille d'Avdiïvka dans l'oblast de Donetsk, elle vient renforcer la 25e brigade aéroportée. Ses unités défendent d'abord le nord-est de la ville près des villages de Novoselivska et Troitske. Dès son arrivée, elle est confrontée à de violents affrontements pour le contrôle de ces villages. Les combats s'intensifient à la mi-mai. Alors que les positions ukrainiennes sont massivement bombardées, ces derniers sont contraints de céder plusieurs villages. Le 24 août ; elle est officiellement nommée d'après Marko Bezroutchko. Elle est félicitée par le Président Zelensky pour sa bravoure sur le champ de bataille,. Les attaques russes reprennent à partir de septembre 2022. Des positions de la 110e mécanisée à Yasnohorivka sont sporadiquement attaquées sans succès. Le 30 octobre, deux véhicules BMP russes sont détruits dans des tentatives infructueuses de conquérir des positions de la 110e brigade près de Kamianka et d'Opytne (raïon de Pokrovsk) (en). Le 6 décembre 2022, à l’occasion de la Journée des forces armées de l'Ukraine, le Président Zelensky décerne à Mykola Chumak, le colonel commandant de la brigade, le titre de héros de l'Ukraine, la plus haute distinction du pays.
Fin décembre, les Russes concentrent davantage d'efforts sur les positions de la brigade, au nord-est d'Avdiïvka après avoir échoué à plusieurs reprises au sud. Les villages de Vesele et Yasnohorivka (raïon de Pokrovsk) (uk) sont attaqués par la 9e brigade de fusiliers motorisés de la Garde sans succès tactique. Les assauts se multiplient à partir de février 2023, la brigade connaissant des pertes. Jusqu'à la fin du mois de mars 2023, de violents combats opposent la 110e et la 132e brigade de fusiliers motorisés de la Garde pour le contrôle du village. Les assauts sont dans un premier temps repoussés par la 110e brigade, qui infligent de lourdes pertes à l'infanterie russe grâce à une combinaison efficace de bombardements de drones et de frappes d'artillerie,,. La brigade contre-attaque également à plusieurs reprises à l'aide de véhicules BMP-2 et de chars. Les forces russes parviennent finalement à s'emparer du village. Avec le soutien de l'infanterie navale ukrainienne et du 2e bataillon mécanisé de la brigade présidentielle, la 110e tente de contenir les assauts russes au nord et à l'ouest du village, empêchant un encerclement d'Avdiïvka par le nord,. La brigade tient également des positions au sud de la ville, devant Spartak, sur le flanc gauche de la 53e brigade mécanisée. Ici, les forces russes sont mises en échec dans leur progression, subissant des pertes importantes durant leurs nombreux assauts,. Après plusieurs mois d'actions défensives, la brigade mène, depuis juin 2023, des contre-attaques locales à l'est d'Avdiïvka, libérant des zones occupées par la Russie depuis 2014. Les 8 et 9 juillet 2023 elle repousse, dans la région de Vesele, au nord d'Avdiïvka, une contre-attaque russe menée par la 9e brigade d'infanterie navale et le 1454e régiment de fusiliers motorisés. Les assaillants se retirent avec la perte de 20 à 30 véhicules blindés et de plus de 200 soldats.
Le  10 octobre 2023, la Russie lance une offensive d'ampleur sur la ville. Les 53e et 110e brigade sont alors les deux seules grandes unités à défendre directement la ville. Une première colonne qui se dirige vers Stepove est arrêtée à la sortie de Krasnohorivka. L'infanterie est forcée de débarquer et de se mettre à couvert dans une tranchée et une ligne d'arbres avant d'être pris pour cible par des drones de la 110e brigade mécanisée et d'un détachement du groupe Omega. La deuxième colonne est également attaquée par des éléments de la 110e brigade, du 3e régiment des forces spéciales, appuyé par la 55e brigade d'artillerie, les blindés étant bloqués en formation serrée, piégés dans les champs, pris entre les mines, les tirs d'artillerie et les tirs d'armes antichars. En moins de 30 minutes, 11 véhicules blindés sont perdus. Les forces russes subissent de très lourdes pertes et leurs premières attaques sont repoussées notamment par la 110e brigade. Des assauts se poursuivent les jours suivants. Dès lors, et ce durant toute l'offensive russe sur Avdiïvka, la brigade publie des vidéos quotidiennement attestant de la violence des combats et des pertes colossales subies par l'armée russe sur cette portion du front. Elle reçoit rapidement le renfort de la 47e brigade mécanisée, mieux équipée et expérimentée de ses quatre mois de contre-offensive dans l'oblast de Zaporijjia. En dépit de pertes colossales, les forces russes grignotent peu à peu le terrain et une pince se forme autour d'Avdiïvka. La brigade tient les positions en première ligne dans la ville pendant plusieurs mois jusqu'à être à court de munitions. La situation se détériore rapidement à partir de janvier 2024, les pertes s'accumulant et l'encerclement semblant inévitable. Au début du mois de février 2024, des éléments de la 3e brigade d'assaut sont envoyés à Avdiïvka. Avec le 225e bataillon d'assaut de la 127e brigade, ils couvrent le retrait de la ville,,,. Toutefois, sur les positions Zenit au sud-est d'Avdiïvka, le retrait se fait dans des conditions difficiles et six soldats blessés sont abandonnés sur le terrain, malheureusement abattus par les Russes. Le 27 février 2024, la brigade est temporairement retirée du front après plus de deux ans à Avdiivka sans rotation.

#### Offensive russe vers Pokrovsk (mai - novembre 2024)

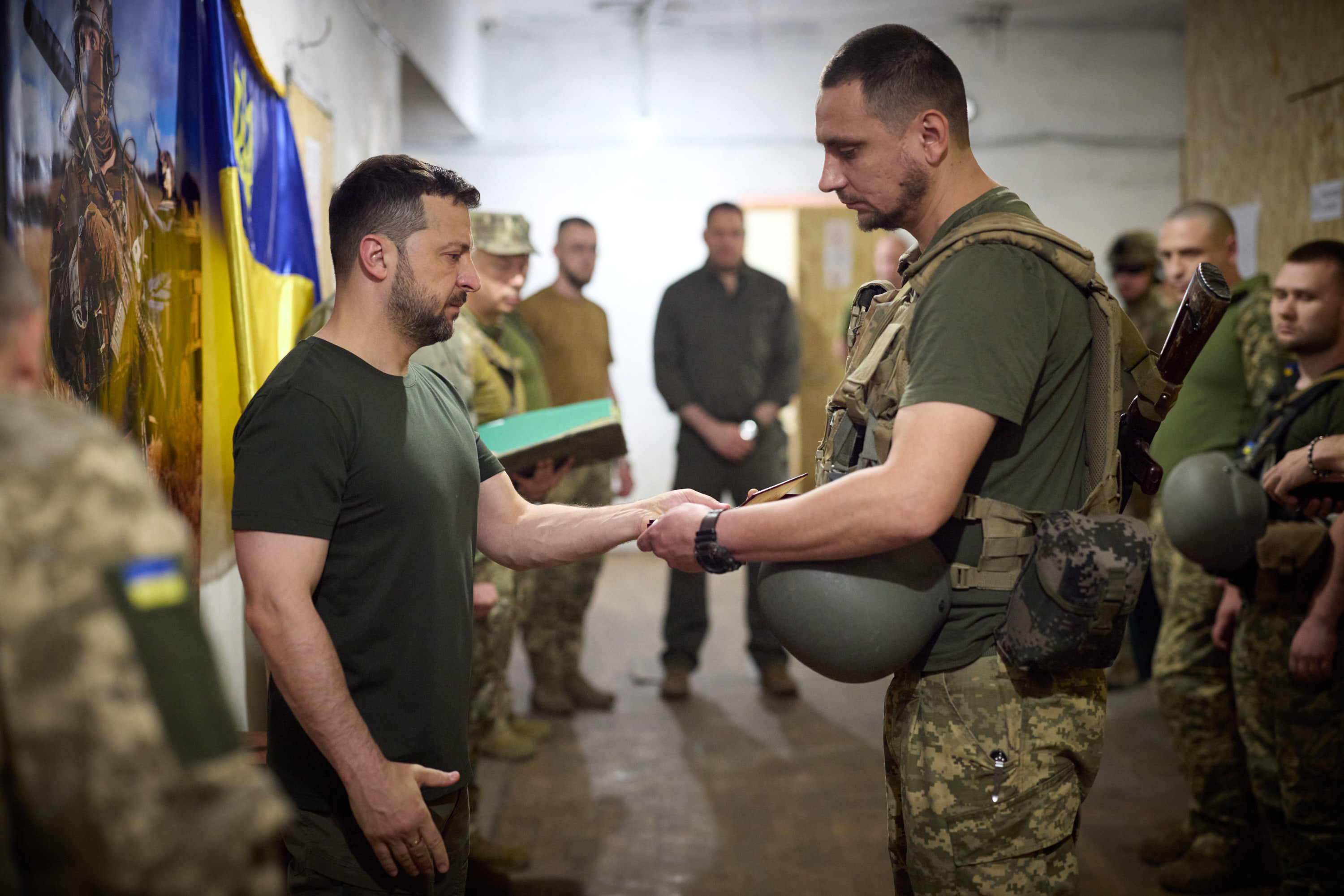
Région de Pokrovsk, le Président Zelensky décore des soldats de la le 26 6 2024.

Fin avril 2024, la brigade est renvoyée au combat dans le secteur Avdiïvka-Pokrovsk. Elle se postionne autour d'Otcheretyne et Arkhanhel's'ke alors que les deux villages viennent d'être conquis et les lignes ukrainiennes percées dans ce secteur après une mauvaise rotation. La brigade protège les localités de Sokil et Novooleksandrivka, les prochains 
objectifs pour les Russes après Ocheretyne autour de la T0511 et de la voie ferrée, flanquée sur sa droite de la 47e et la 100e brigade mécanisée sur sa gauche,. La situation se stabilise sur cette ligne après des contre-attaques de la 47e brigade jusqu'à une nouvelle percée russe à la mi-juillet sur le village de Prohres qui contraint la 110e brigade à reculer et abandonner Novooleksandrivka. 

En octobre, la brigade prend le relais de la 59e brigade motorisée à Hirnyk, au sud de Selydove. Le 210e bataillon de la 120e brigade de défense territoriale passe alors sous son commandement. Peu après la rotation, le bataillon se retrouve sous les assauts nourris russes. Malgré des demandes répétées, il n'aurait reçu aucun soutien d'artillerie, de mortier ou de blindés de la part de la 110e brigade. Après un retrait du 154e bataillon voisin, les positions du 210e sont partiellement encerclées. Après plusieurs semaines de combats acharnés, le bataillon se retire d'Hirnyk, sans avoir obtenu de renfort de la part de la 110e brigade. Une polémique éclate quant à la réponse apportée par les commandants de la 110e brigade. Ils auraient réagi en menaçant le 210e bataillon de sanctions disciplinaires sévères, voire d’exécution, s’ils quittaient leurs positions. Le 23 octobre, la 110e brigade aurait fait usage de pression psychologique demandant aux soldats de reprendre leurs positions. Le 24 octobre, à la suite du refus du bataillon, des officiers de la 110e brigade, accompagnés de personnels armés auraient arrêtés des membres du bataillon.

#### Bataille de Velyka Novosilvka (depuis décembre 2024)
En décembre 2024, la brigade est une nouvelle fois déplacée plus au sud, cette fois-ci à Velyka Novossilka menacée par les forces Russes après la chute de Vouhledar.
En janvier 2025, la brigade est dans l'encerclement car elle ne peut pas recevoir des provisions ou des renforts, et parce qu'elle est attaquée de trois côtés. La rivière Mokri Yal ferme la sortie vers le nord. Le commandement de la 110e brigade a affirmé qu'il n'y avait aucun risque d'encerclement des unités ukrainiennes dans la ville. 
Le 26 janvier, la 110e brigade mécanisée signale que les forces ukrainiennes ont réussi à retirer certaines troupes pour éviter l’encerclement à Velyka Novossilka dans l'oblast de Donetsk, mais que les combats autour de la ville se poursuivaient. La brigade a ajouté que bien que les forces russes soient susceptibles de capturer la colonie, il leur sera difficile de poursuivre l'offensive car la rivière Mokri Yaly est un obstacle à l"avancée russe. De plus, les Russes se sont retrouvés dans une « poche de feu » vulnérable. « Chaque mouvement a été réprimé par des missiles et des drones »

## Structure

### Ordre de bataille
En 2023 elle comprend :

### Matériel

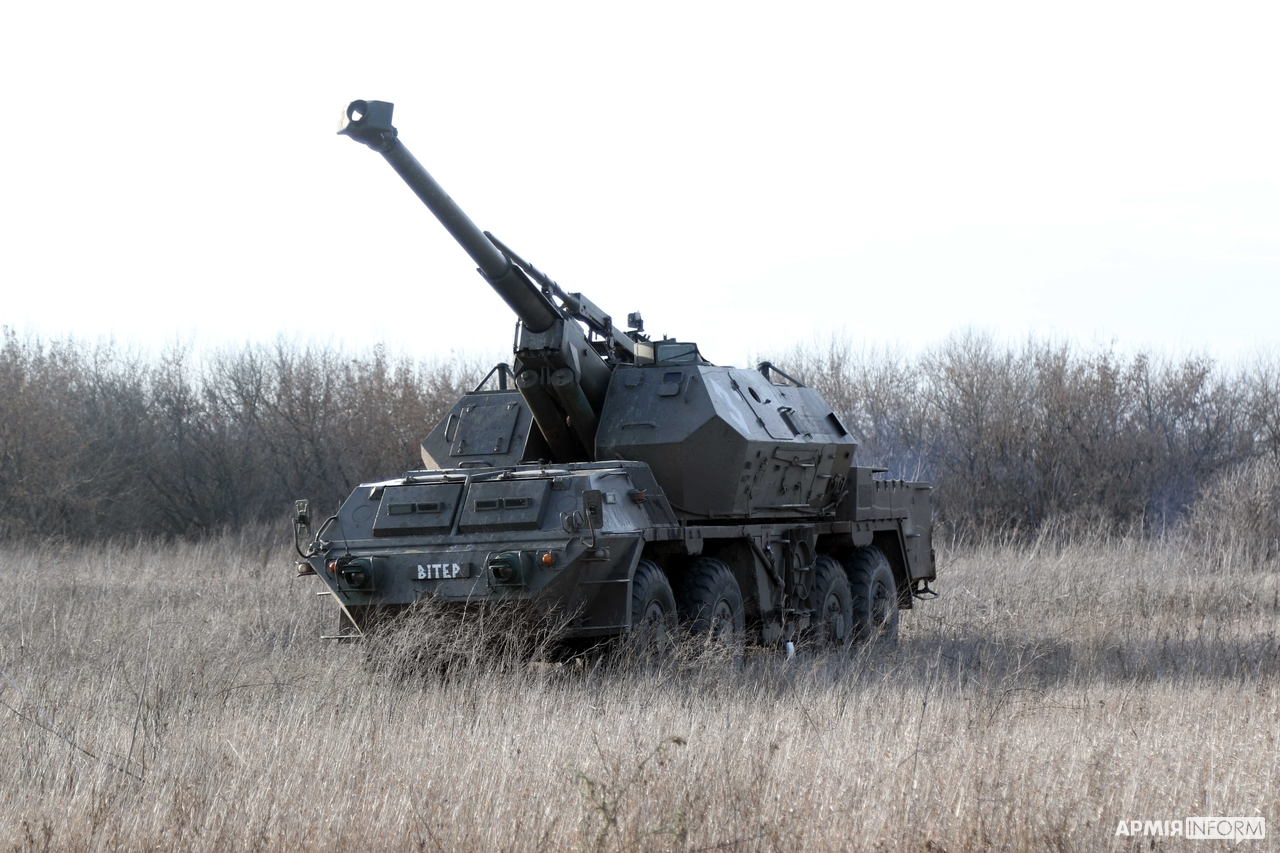
Équipée d'un canon automoteur ShKH-77, décembre 2022.
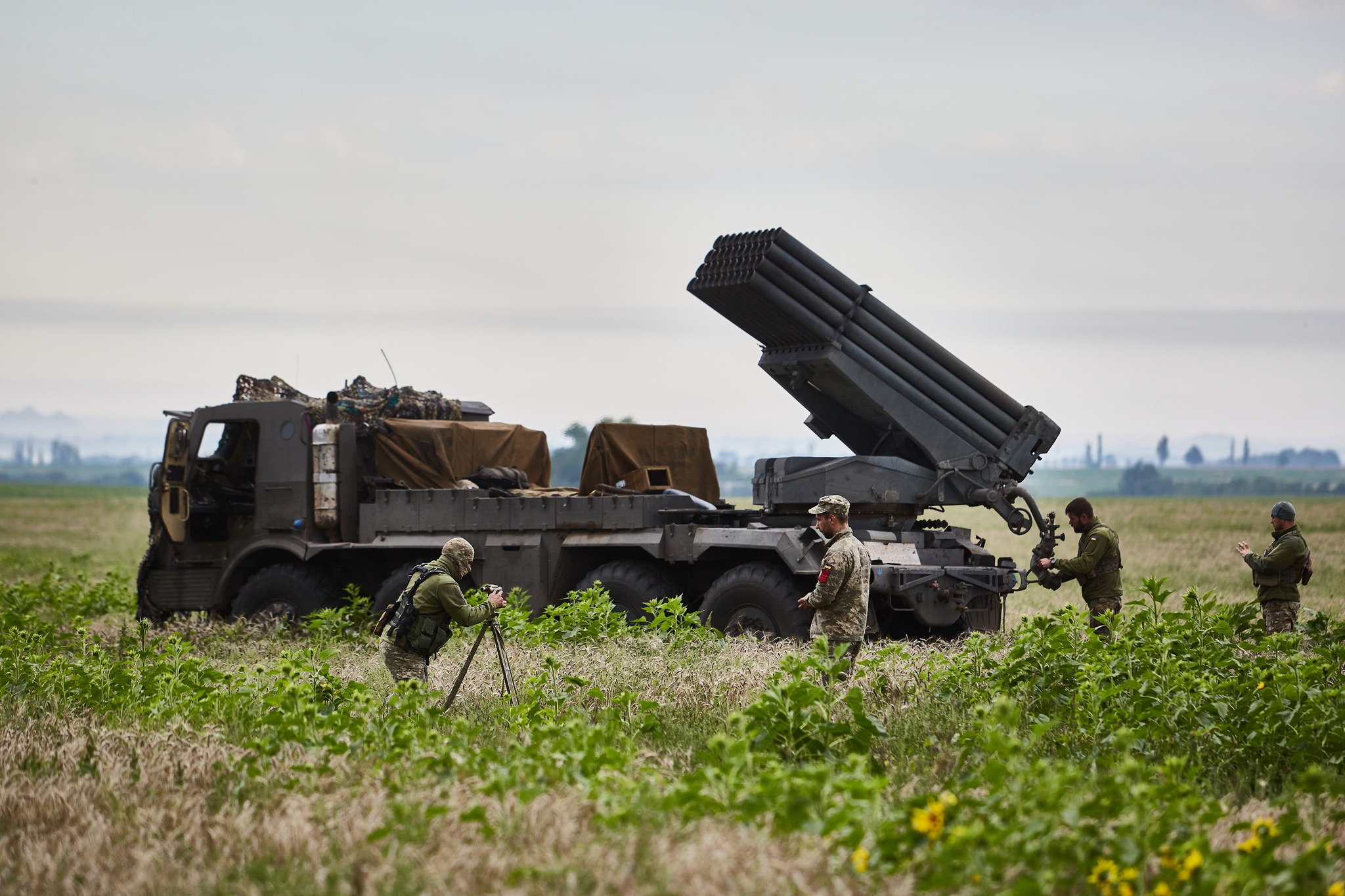
Lance-roquettes multiples RM-70, décembre 2022.

Contrairement aux autres brigades mécanisées ukrainiennes, la 110e ne dispose pas de bataillon de chars jusqu'en 2024.
- Un bataillon de chars (depuis 2024) équipé de T-64BV mod. 2017 et 2022
- Trois bataillons mécanisés équipés de véhicules BMP-1, BMP-2 saisis à la Russie, de YPR-765 donnés par les Pays-Bas et de Humvees.
- Un groupe d'artillerie avec un bataillon doté d'obusier D-30 de 122 mm, un bataillon de obusiers automoteurs ShKH vz. 77 Dana livrés par la Tchéquie et la Slovaquie, d'un bataillon de Lance-roquettes multiples RM-70 livrés par la Tchéquie.

L'unité dispose aussi d'équipements anti-drones EDM4S.